# Rognaix
Rognaix ist eine französische Gemeinde mit 487 Einwohnern (Stand 1. Januar 2022) im Département Savoie in der Region Auvergne-Rhône-Alpes. Sie gehört zum Kanton Albertville-1 im Arrondissement Albertville.

## Geographie

### Lage
Rognaix liegt auf 396 m, etwa 41 Kilometer östlich der Präfektur Chambéry, 73 Kilometer südsüdöstlich der Stadt Genf und 72 Kilometer nordöstlich der Stadt Grenoble (Luftlinie). Das Dorf liegt im mittleren Tal der Isère in der historischen Provinz Tarentaise. Nachbargemeinden von Rognaix sind Saint-Paul-sur-Isère im Norden, Cevins und Feissons-sur-Isère im Osten, La Léchère im Süden sowie Montsapey im Westen.

### Topographie
Die Fläche des 8,98 km² großen Gemeindegebiets reicht von der Isère, an dessen linkem Ufer sich der Ortskern befindet, in einem langgezogenen Streifen hinauf auf die Ostflanke des Grand Arc (2484 m), den äußersten Gipfel im Nordwesten des Vanoise-Massivs. Dieser Streifen beginnt am 1791 m hohen Passeinschnitt Col de Basmont und folgt dem Lauf eines kleinen Gebirgsbachs, dem Torrent de Bayet, bis hinunter zur Isère. Der Gemeindeboden ist bis auf kleine Wiesenflächen an der Isère und unterhalb des Grand Arc bewaldet, der Waldanteil erreicht 86 %.

### Gemeindegliederung
Das Dorf Rognaix auf dem Talboden des Isère-Tals bildet mit dem nördlichen Ortsteil Le Bayet ein durchgehendes Siedlungsgebiet. Südlich des Dorfkerns liegen die Weiler Les Teppes auf einer leichten Anhöhe und La Rochette ganz am Ende des noch zur Gemeinde gehörenden Talbodens der Isère. Vereinzelte Gehöfte in den Bergen oberhalb des Dorfes sind nur über Forststraßen erreichbar.

## Geschichte
Die Tarentaise war schon vor der Römerzeit vom keltischen Volk der Ceutronen besiedelt. Rognaix wurde im Hochmittelalter zusammen mit anderen Pfarrkirchen in der Tarentaise erstmals erwähnt, und zwar als Ecclesia de Rosnay im Jahr 1170. Weitere Schreibweisen sind Roignacum (1184) und Rognay (1283). Der mehrfach in Frankreich vorkommende Ortsname geht auf den gallorömischen Personennamen Rhodanius zurück.

## Sehenswürdigkeiten
Die Dorfkirche Saint Martin in Rognaix stammt aus der Jahrhundertwende zwischen dem 17. und 18. Jahrhundert. Ihre Inneneinrichtung ist im Barockstil gehalten. Über die verschiedenen Ortsteile verteilt stehen außerdem vier Backhäuser aus gemauertem Stein.

## Bevölkerung
| Jahr                       | 1962 | 1968 | 1975 | 1982 | 1990 | 1999 | 2006 | 2011 | 2018 |
| Einwohner                  | 222  | 255  | 296  | 294  | 287  | 374  | 417  | 439  | 484  |
| Quellen: Cassini und INSEE |      |      |      |      |      |      |      |      |      |

Mit 487 Einwohnern (Stand 1. Januar 2022) gehört Rognaix zu den kleinen Gemeinden des Départements Savoie. Während des gesamten 19. und 20. Jahrhunderts änderte sich die Einwohnerzahl nur wenig und lag meistens in der Nähe von 300 Einwohnern. Die Ortsbewohner von Rognaix heißen auf Französisch Rognairain(e)s.

## Wirtschaft und Infrastruktur
Rognaix ist bis heute ein vorwiegend durch die Forstwirtschaft geprägtes Dorf. Der Platz zwischen dem Dorf und der Isère wird von einem großen Sägewerk eingenommen, den Scieries Réunies de Savoie mit knapp 40 Mitarbeitern. Mittlerweile hat sich das Dorf auch zu einer Wohngemeinde entwickelt. Viele Erwerbstätige sind Wegpendler, die in den größeren Ortschaften der Umgebung und vor allem im Raum Albertville ihrer Arbeit nachgehen.
Die N90 verläuft als Hauptverkehrsachse der Tarentaise am rechten Ufer der Isère und damit direkt am Ostrand der Gemeinde. Sie hat in Cevins eine Anschlussstelle und geht talabwärts bei Albertville in die Autobahn A430 über. Das linke Ufer wird von der Departementsstraße D66 erschlossen, die auch die Verbindung zwischen den einzelnen Ortsteilen und Weilern herstellt. Eine Brücke über die Isère verbindet den Ort mit Cevins. Die Bahnstrecke Saint-Pierre-d’Albigny–Bourg-Saint-Maurice verläuft ebenfalls durch das Isère-Tal und hat einen größeren Bahnhof in Albertville. Als Flughäfen in der Region kommen Chambéry-Savoie (Entfernung 71 km) und Genf (104 km) in Frage.